# 伊比拉
伊比拉（日文：エビラ/英文：Ebirah）是哥吉拉系列電影中出現的一隻怪獸。

## 概述
伊比拉生活在南太平洋レッチ島附近海域的蝦型巨大怪獸。因為他懼怕レッチ島上的一種黃色樹汁，因此被島上的神秘組織「赤之竹」用來守衛レッチ島，不讓外來者及當地奴隸給竊走。而在《哥吉拉 最後戰役》(2004年)時，他是一隻擁有兩隻螯的巨大兩棲蝦型怪獸，能夠在陸上長時間活動，擁有高速細胞再生能力。他被X星人控制，並被派到日本東海的工廠區破壞，和M部隊作戰期間因其驕傲的性格而受重挫。後來和黑多拉一起在東京灣海底和哥吉拉決戰，但詳細的作戰情況不明。伊比拉的主要武器為兩隻螯和尾巴。

## 登場電影
1. 《哥吉拉·伊比拉·摩斯拉 南海大決鬥》 (1966年)
2. 《哥吉拉·迷你拉·加巴拉 全體怪獸大進擊》 (1969年)※片頭回顧畫面中出現
3. 《哥吉拉 最後戰役》 (2004年)

## 歷代伊比拉

### 初代伊比拉
- 身長:50m
- 體重:2萬3000噸
- 登場電影:《哥吉拉·伊比拉·摩斯拉 南海大決鬥》

### 二代目伊比拉
- 體長:100m
- 體高(伏地時):30m
- 右邊螯:20m
- 左邊螯:15m
- 體重:5萬噸
- 登場電影:《哥吉拉 最後戰役》

## 外部連結
- 怪獸系列：哥吉拉《南海大決鬥》專業打手伊比拉登場